# Massilia suwonensis
Massilia suwonensis es una bacteria gramnegativa del género Massilia. Fue descrita en el año 2011. Su etimología hace referencia a Suwon, Corea del Sur. Anteriormente conocida como Naxibacter suwonensis, que se describió en el año 2010 (31). Es aerobia y móvil por flagelo polar. Tiene un tamaño de 0,6-0,8 μm de ancho por 1,2-3 μm de largo. Catalasa y oxidasa positivas. Forma colonias redondas, convexas, de color marfil y márgenes claros. Temperatura de crecimiento entre 5-40 °C, óptima de 30 °C. Crece en agar R2A, NA y TSA, pero no en MacConkey. Tiene un contenido de G+C de 67,8%. Se ha aislado de una muestra de aire en Suwon, Corea del Sur. 